# Szkoła sieneńska

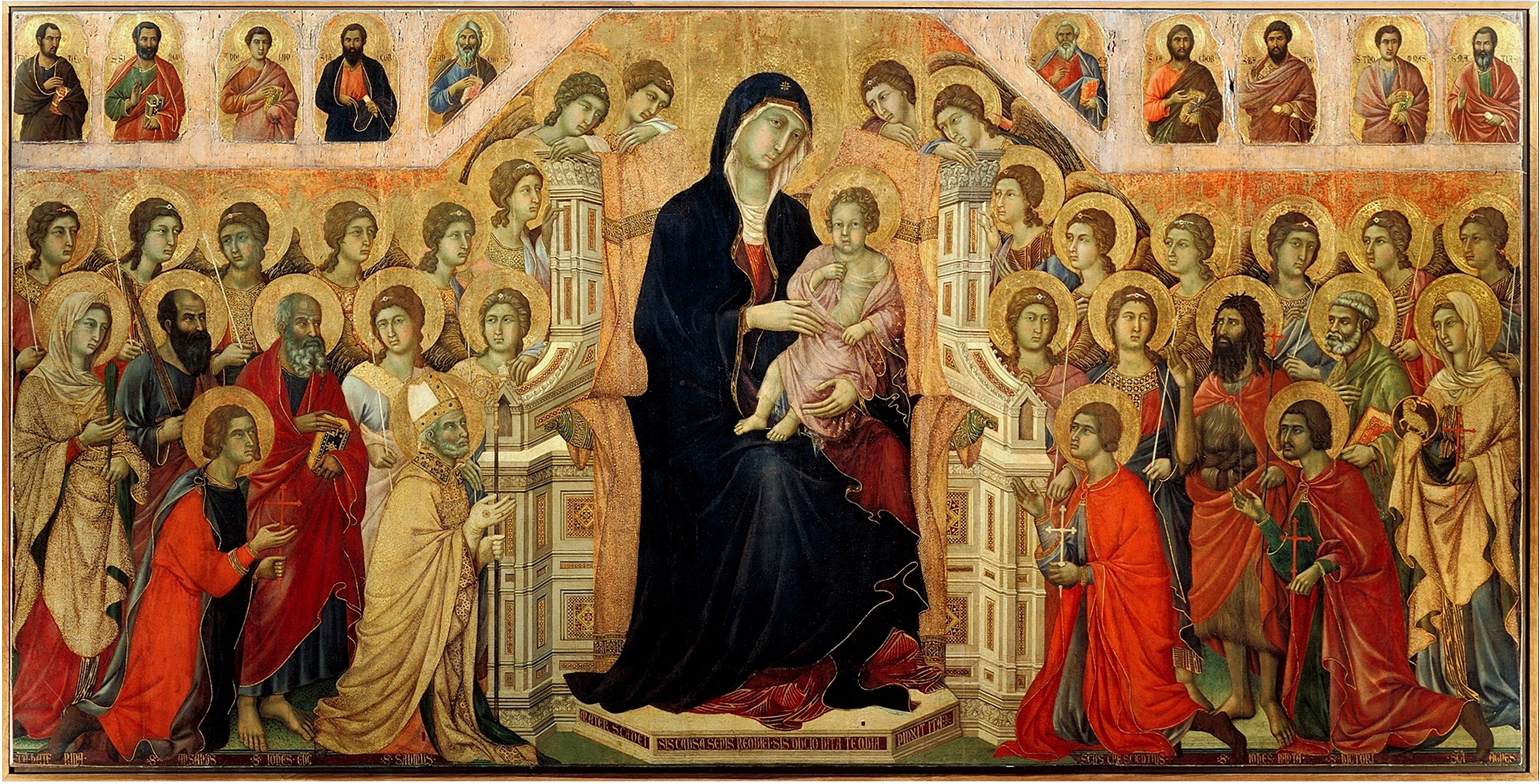
Maestà (1308-11) autorstwa Duccia di Buoninsegni, tempera na drewnie, Museo dell'Opera del Duomo, Siena

Szkoła sieneńska – szkoła włoskiego malarstwa mająca ośrodek w Sienie, rozwijająca się między XIII a XV wiekiem i przez pewien czas dorównująca świetnością szkole florenckiej.
Przejawiała większe przywiązanie do tradycji oraz skłonność do dekoracyjności i elegancji sztuki późnego gotyku. Artyści ci tworzyli zarówno dzieła o tematyce religijnej, jak i, co ważne, świeckiej, ukazującej ludzi, krajobrazy, architekturę, pracę i rozrywki. Trudnili się zarówno malarstwem ściennym, jak i malowaniem przenośnych obrazów na deskach, i w tych właśnie uwidacznia się największy ich talent.
Najważniejsi przedstawiciele to:
- Duccio di Buoninsegna, który tworzył pod wpływem sztuki bizantyjskiej;
- Simone Martini - jego uczeń[1];
- Lippo Memmi – uczeń Martiniego;
- bracia Pietro i Ambrogio Lorenzetti;
- Domenico i Taddeo di Bartolo;
- Sassetta i Matteo di Giovanni;
- Giovanni di Paolo.